# Acontia monstrosa
Acontia monstrosa là một loài bướm đêm trong họ Noctuidae.